# Glaucocystis
Genre
Glaucocystis est un genre d'algues de la famille des Glaucocystaceae, de l'embranchement des Glaucophyta. 

## Liste des espèces
Selon AlgaeBase (12 mars 2017) :
- Glaucocystis bullosa (Kützing) Wille
- Glaucocystis caucasica D.A.Tarnogradskii
- Glaucocystis cingulata Bohlin
- Glaucocystis duplex Prescott
- Glaucocystis indica R.J.Patel
- Glaucocystis molochinearum Geitler
- Glaucocystis nostochinearum Itzigsohn (espèce type)
- Glaucocystis oocystiformis Prescott
- Glaucocystis reniformis B.N.Prasad & P.K.Misra
- Glaucocystis simplex D.A.Tarnogradskii

Selon ITIS (12 mars 2017) :
- Glaucocystis duplex Prescott
- Glaucocystis nostochinearum Itzigsohn
- Glaucocystis oocystiformis Prescott, 1944

Selon NCBI (12 mars 2017) :
- Glaucocystis bhattacharyae
- Glaucocystis geitleri
- Glaucocystis incrassata
- Glaucocystis miyajii
- Glaucocystis nostochinearum
- Glaucocystis oocystiformis

Selon World Register of Marine Species (12 mars 2017) :
- Glaucocystis bullosa (Kützing) Wille, 1919
- Glaucocystis caucasica D.A.Tarnogradskii, 1957
- Glaucocystis cingulata Bohlin, 1897
- Glaucocystis duplex Prescott, 1944
- Glaucocystis molochinearum Geitler
- Glaucocystis nostochinearum Itzigsohn, 1868
- Glaucocystis simplex D.A.Tarnogradskii, 1959